# Инчюра, Казис
Ка́зис Инчю́ра (лит. Kazys Inčiūra; 25 сентября 1906, деревня Видугиряй, Аникщяйский район, Кельмеский район — 30 ноября 1974, Вильнюс) — литовский и советский поэт, прозаик, драматург, переводчик, диктор радио, автор либретто опер.

## Биография
Родился в крестьянской семье. В 1913—1916 годах учился в начальной школе в Трошкунай и Вашуокенай. Печатался с 1922 года. В 1925 году окончил гимназию в Паневежисе. С 1925 года публиковал свои стихотворения .
В 1925—1933 годах учился на гуманитарном факультете Литовского университета в Каунасе. Одновременно с 1926 года занимался в театральной студии при Государственном драматическом театре в Каунасе, которую окончил в 1930 году. В 1929—1930 годах редактировал газету „Vienybė“ («Венибе»; «Единство») .
В 1930 году окончил школу актёрского мастерства Государственного театра и в 1930—1931 годах был актёром Государственного драматического театра .
В 1934—1939 годах работал диктором радио в Каунасе, в 1939—1944 годах — в Вильнюсе. Сотрудничал в периодической печати. В 1944—1951 годах был актёром театра «Вайдила»„Vaidila“ и Государственного театра драмы Литовской ССР (сыграл свыше тридцати ролей).
Состоял членом Союза писателей, но в конце 1950 года был исключён из Союза писателей Литвы как прекративший литературную деятельность. В 1951 году был арестован и приговорён к 25 годам исправительно-трудовых работ. Заключение отбывал в лагере в Свердловской области. В 1956 году вернулся в Литву и занялся литературным трудом. Издал несколько книг стихотворений, занимался переводом поэзии и драматургии, написал несколько пьес. В 1967 году был принят в члены Союза писателей Литвы.
Умер в Вильнюсе 30 ноября 1974 года и был похоронен на Антакальнском кладбище. На могиле в 1981 году был сооружён надгробный памятник в виде стелы из чёрного гранита. На стеле выбиты надписи 

Poetas 
Kazys Inčiūra 
1906—1974
и

Liks liūdnos knygos 
Nebaigtos liks eilės 
Tiktai mano kančia
 Išeis su manimi

## Литературная деятельность
Дебютировал в печати в 1922 году, по другим сведениям публиковал стихотворения с 1925 года . За первым сборником стихов „Su jaunystė“ («С молодостью»; 1928) последовали сборники поэзии „Padavimai“ («Предания»; 1936), „Baltieji raiteliai“ («Белые витязи»; 1938), в которых, по словам литературоведа Витаутаса Кубилюса, «мотивы и поэтика неоромантизма граничат с фольклорной стилизацией».
Издал сборники рассказов „Fatima burtininkė“ («Фатима-чародейка»; 1929), „Obelys žydi“ («Цветут яблони»; 1937), роман „Ant ežerėlio rymojau“ («Стояла у озера»; 1930).
Сотрудничал в периодической печати („Krivulė“, „Iliustruotoji Lietuva“, „Vairas“, „Naujojoji Romuva“, „Mūsų Vilnius“).
Инчюра написал либретто к операм Юргиса Карнавичюса «Гражина» („Gražina“, 1932) и Антанаса Рачюнаса «Три талисмана» („Trys talismanai“, 1936).
Драма Инчюры о Винцасе Кудирке „Vincas Kudirka“ ставилась на сцене Государственного театра в Каунасе в 1934 году, в Клайпеде — в 1935 году, в Вильнюсе — в 1940 году.
В советское время написал цикл стихов о новой жизни литовского народа, драматическую поэму о строительстве Каунасской ГЭС „Mūšis prie Nemuno“ («Битва у Немана», 1962), пьесы „ Žemaitė “ («Жемайте», 1964), „ Gulbės giesmė “ («Лебединая песня», 1975). В 1964 году в Каунасском драматическом театре была поставлена пьеса Инчюры о писательнице Жемайте („Žemaitė“). Пьеса-сказка «Эгле, королева ужей» („Eglė žalčių karalienė“) ставилась в Шяуляйском драматическом театре в 1967 году.
Перевёл комедии Карло Гольдони, «С любовью не шутят» П. Кальдерона, пьесу «Верю в тебя» В. Н. Коростылёва, драмы и поэмы Виктора Гюго, поэмы «Руслан и Людмила», «Полтава», стихотворения А. С. Пушкина, произведения Н. А. Некрасова и других авторов.
Стихотворения Казиса Инчюры печатались в переводах на латышский, немецкий, польский, русский, эсперанто, эстонский языки. 

## Издания

### Книги стихов
- Su jaunyste. Pirmoji eilėraščių ir dainų knyga. Kaunas, 1928. 128 p.
- Tyliųjų saulėlydžių žemėj: eilėraščiai ir dainų knyga. Kaunas, 1930. 120 p.
- Padavimai (eiliuotos baladės). Kaunas: Šv. Kazimiero draugija, 1936. 179 p.
- Baltieji raiteliai. Eilėraščiai. Kaunas: Šv. Kazimiero draugija, 1938. 157 p.
- Prie Kauno marių (eilėraščiai). Vilnius: Valstybinė grožinės literatūros leidykla: 1962. 292 p.

### Книги прозы
- Fatima burtininkė. Kaunas: Vairas, 1929. 223 p.
- Ant ežerėlio rymojau. Romanas. Kaunas: Sakalas, 1930. 324 p. (второе издание 2014)
- Mylinčios moterys (apysakos). Kaunas: Sakalas, 1931. 224 p.
- Obelys žydi (apsakymai). Kaunas: Sakalas, 1937. 349 p.

### Книги драматических произведений
- Painiava. 3 veiksmų vaidinimas. Kaunas: Žinija, 1929. 100 p.
- Pasiilgę Aušros Vartų. 3 v. ir prologo dramos veikalas. Čikaga: Draugas, 1929. 92 p.
- Savanorio duktė (Pasiilgę Aušros Vartų). 3 v. ir prologo dramos veikalas. Kaunas: Lietuvos katalikų sąjunga, 1929. 104 p.
- Trys talismanai. 3 d. pasaka misterija su prologu. Kaunas: Sakalas, 1936. 104 p.
- Vincas Kudirka. 6 pav. praeities vaizdai. Kaunas: Sakalas, 1944. 240 p.
- Žemaitė. 6 pav. pjesė. Vilnius: Vaga, 1964. 83 p.

### Книги переводов
- A. Puškinas. Poltava: trijų giesmių poema. Vertė K. Pr. Inčiūra. Vilnius: Valstybinė grožinės literatūros leidykla, 1951. 70, [3] p.